# Bandiera della Regione di Bruxelles-Capitale

Bandiera della Regione di Bruxelles-Capitale (1991-2015)

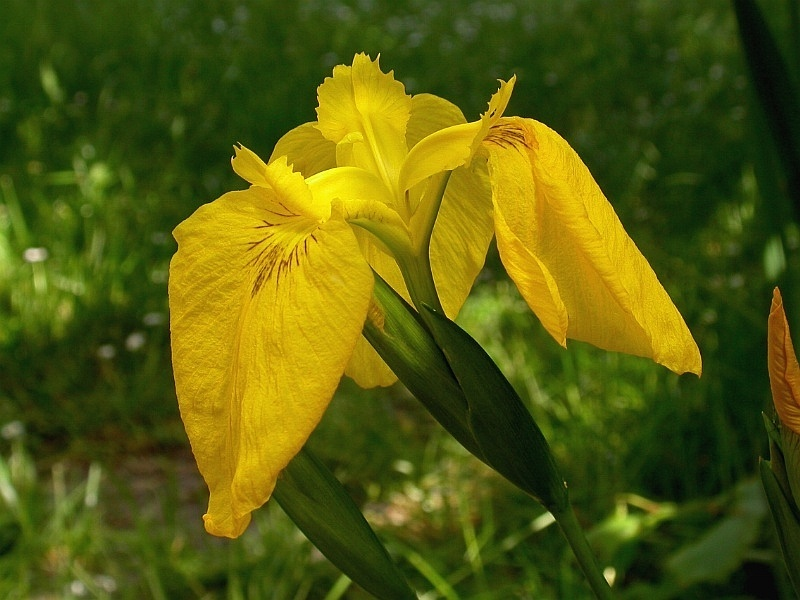
Un Iris pseudacorus

La bandiera della Regione di Bruxelles-Capitale, adottata nel 2015, è caratterizzata da un Iris pseudacorus stilizzato su sfondo azzurro.
La bandiera attuale fu proposta nel mese di ottobre 2014, e il Parlamento di Bruxelles la adottò il 9 gennaio 2015 con 46 sì, 30 no e 3 astensioni.

## Origine e simbolismo
Secondo la leggenda, l'iris palustre cresce in abbondanza attorno ai bastioni di Bruxelles e ha offerto una vittoria al duca di Brabante: sapendo che questa pianta cresce solo nelle secche, le sue truppe sapevano dove galoppare attraverso le aree allagate mentre i suoi avversari annegavano mentre tentavano di attraversare la palude.

## Vecchia bandiera
La Regione di Bruxelles-Capitale, creata il 18 giugno 1989, optò per l'iris come simbolo il 5 marzo 1991. Il progetto specifico è stato scelto dopo un concorso pubblico in cui è stato selezionato il disegno del grafico francese Jacques Richez (1918–1994).
La vecchia bandiera era composta da un iris giallo palustre, bordato di bianco, su uno sfondo azzurro. Fu adottata il 16 maggio 1991. Fu anche la bandiera della Commissione comunitaria.

## Bandiere derivate
La bandiera di Bruxelles è inquartata con la bandiera vallone per formare quella della Commissione comunitaria francese e affiancata a quella fiamminga per formare la bandiera della Commissione comunitaria fiamminga.

Bandiera della Commission communautaire française de la région de Bruxelles-Capitale (COCOF)
Bandiera della Commission communautaire flamande (COCON)